# United Abominations
United Abominations (Организация Объединённых Мерзостей (игра слов от United Nations — Организация Объединённых Наций (ООН))— одиннадцатый студийный альбом американской метал-группы Megadeth, выпущенный в 2007 году. Это первый релиз группы, выпущенный на лейбле Roadrunner Records. Записан в абсолютно обновлённом составе (за исключением вокалиста, гитариста и фронтмена Дэйва Мастейна). Во время тура в поддержку «United Abominations» гитарист Глен Дровер покинул группу по семейным обстоятельствам. Вскоре он был заменен на Криса Бродерика.
Альбом был хорошо принят критиками и дебютировал на восьмой строчке в Billboard 200 (что явилось лучшим показателем для Megadeth со времен их альбома «Youthanasia», выпущенного в 1994 году). Эд Томпсон из IGN назвал альбом «политически заряженным». «United Abominations» стал лучшим метал-альбомом 2007 года по версии Guitar World.
По данным World Wide Albums, было продано более 457 тысяч копий этого альбома.

## Запись

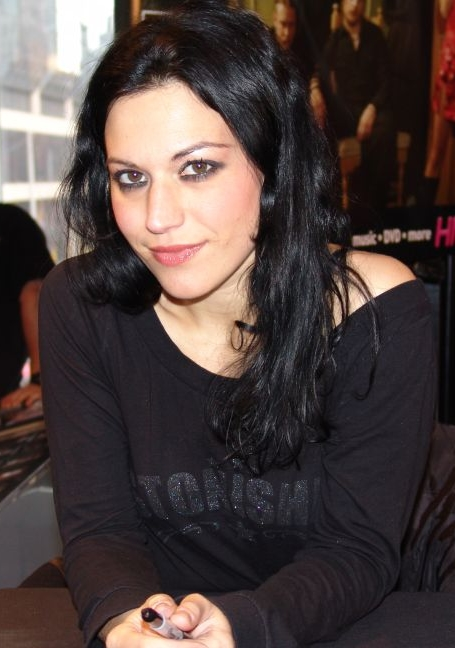
Кристина Скаббия

Запись велась в Лондоне и нескольких городах Калифорнии. Большинство треков записано в Англии на студии SARM Hook End. Мастейн был восхищен тем, что его любимая группа Led Zeppelin записывались здесь несколько раз.
Композиция «À Tout le Monde (Set Me Free)» является ремейком песни «À Tout le Monde» с альбома «Youthanasia». Ремейк получился быстрее оригинала и, кроме того, в качестве бэк-вокалистки выступила Кристина Скаббия из итальянской группы Lacuna Coil. Сама она была приятно удивлена, получив приглашение на запись, поскольку «À Tout le Monde» — одна из её любимых песен.
В треке «Gears of War», вошедшей в саундтрек к одноименной компьютерной игре, изначально отсутствовал текст. Тем не менее, Microsoft обратились с просьбой к группе написать слова к песне, чем и занялся Мастейн, но было уже поздно, и версия со словами не вошла в игру.

## Обложка
Через DeviantArt был объявлен конкурс на лучшую обложку для альбома. Было дано условие — на обложке обязательно должен был присутствовать маскот группы Вик Раттлхэд в новом образе. В итоге победила работа автора, чьё имя так и не было названо.

## Релиз

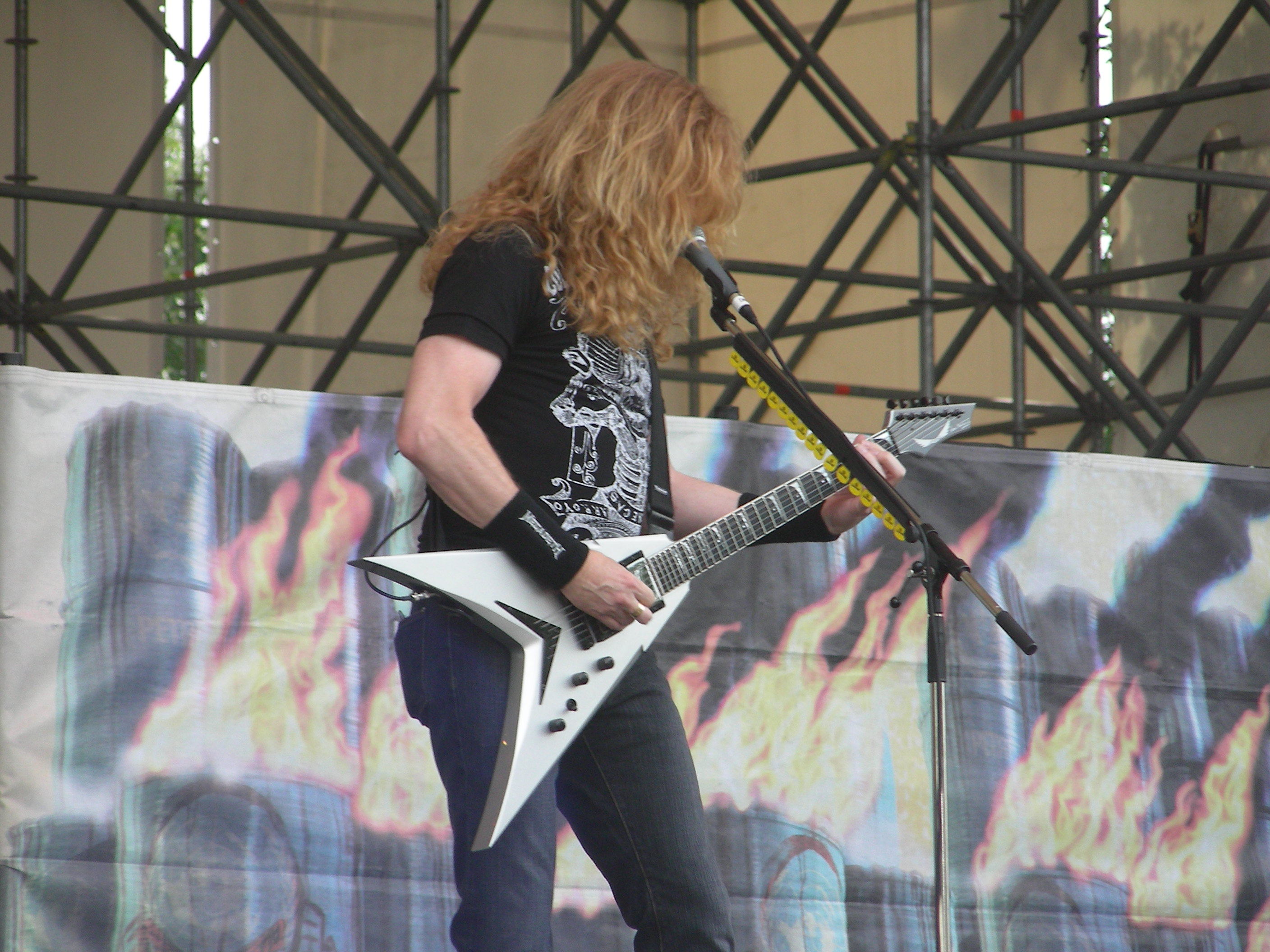
Дэйв Мастейн на концерте в поддержку альбома «United Abominations»

Выход «United Abominations» изначально планировался на октябрь 2006 года, но Мастейн сказал в интервью, что группе нужно ещё время для окончательной доработки, поэтому выпуск альбома был перенесен на следующий год.
В Японии альбом вышел 8 мая (вместе с бонус-треком — кавером на песню Led Zeppelin «Out on the Tiles»), в мире 15 мая и в США на следующий день.
За первую неделю продаж было продано более 60000 копий, что позволило альбому попасть на восьмую строку в чарте Billboard 200 (на 10 строк выше предыдущего релиза группы — альбома «The System Has Failed»). По состоянию на 19 августа 2007 года, в США продано 122 000 копий альбома.
«United Abominations» дебютировал на втором месте в чартах Финляндии, на пятом в Канаде и попал в тридцатку лучших в семи странах мира.

## Список композиций
| №   | Название                                                     | Автор(ы)             | Длительность |
| --- | ------------------------------------------------------------ | -------------------- | ------------ |
| 1.  | «Sleepwalker»                                                | Дэйв Мастейн         | 5:53         |
| 2.  | «Washington Is Next!»                                        | Мастейн              | 5:19         |
| 3.  | «Never Walk Alone... A Call to Arms»                         | Мастейн, Глен Дровер | 3:54         |
| 4.  | «United Abominations»                                        | Мастейн              | 5:35         |
| 5.  | «Gears of War»                                               | Мастейн              | 4:26         |
| 6.  | «Blessed Are the Dead»                                       | Мастейн              | 4:02         |
| 7.  | «Play for Blood»                                             | Мастейн              | 3:49         |
| 8.  | «À Tout le Monde (Set Me Free)» (вместе с Кристиной Скаббия) | Мастейн              | 4:11         |
| 9.  | «Amerikhastan»                                               | Мастейн              | 3:43         |
| 10. | «You're Dead»                                                | Мастейн              | 3:18         |
| 11. | «Burnt Ice»                                                  | Мастейн              | 3:47         |

Бонус-трек японского издания
| №   | Название                                       | Автор(ы)                               | Длительность |
| --- | ---------------------------------------------- | -------------------------------------- | ------------ |
| 12. | «Out on the Tiles» (кавер-версия Led Zeppelin) | Джимми Пэйдж, Роберт Плант, Джон Бонэм | 4:03         |

Бонус-трек
| №   | Название     | Автор(ы) | Длительность |
| --- | ------------ | -------- | ------------ |
| 13. | «Black Swan» | Мастейн  | 4:04         |

## Позиции в чартах
| Чарт (2007)   | Высшая позиция |
| ------------- | -------------- |
| Billboard 200 | 8              |
| UK Top 40     | 23             |
| Швеция        | 15             |
| Австралия     | 23             |
| Австрия       | 17             |
| Канада        | 5              |
| Германия      | 28             |
| Финляндия     | 2              |
| Италия        | 24             |
| Ирландия      | 31             |
| Нидерланды    | 49             |
| Норвегия      | 21             |
| Швейцария     | 38             |
| Япония        | 9              |

## Участники записи
Megadeth
- Дэйв Мастейн — вокал, гитара, акустическая гитара, продюсер;
- Глен Дровер — гитара, акустическая гитара, бэк-вокал;
- Джеймс Ломенцо — бас-гитара, бэк-вокал;
- Шон Дровер — барабаны, перкуссия, бэк-вокал;

Приглашенные музыканты
- Кристина Скаббия — бэк-вокал в песне «À Tout le Monde (Set Me Free)».
- Аксел Макенротт — клавишные
- Крис Родригес — бэк-вокал
- Ренауд Бернард — французский голос в «United Abominations»
- Djamila Zeghoudi — французский голос в «United Abominations»

Производство
- Джефф Болдинг — продюсер, звукозапись
- Энди Снип — продюсер, микширование, мастеринг, звукозапись